# Leveraged buyout

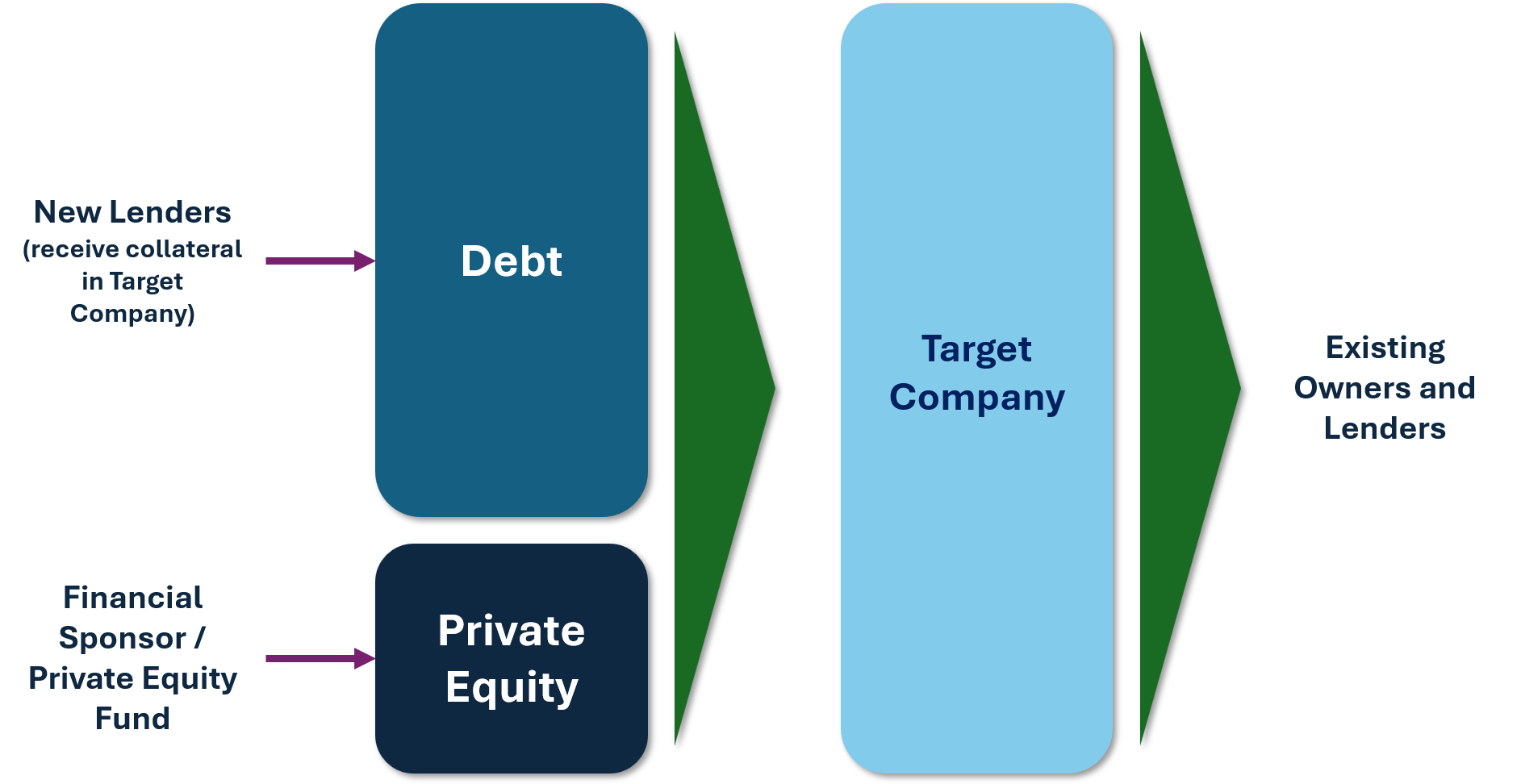
Schematische weergave van een leveraged buyout

Leveraged buyout (LBO) is een financieringsmethode waarbij de overname van een bedrijf voornamelijk berust op geleend geld, dat later door het overgenomen bedrijf moet worden terugbetaald. De activa van het overgenomen bedrijf worden als onderpand bij de lening gebruikt.
Op deze manier kunnen investeerders een bedrijf overnemen met een minimale inzet van eigen kapitaal. De rente over deze schulden is aftrekbaar in Nederland, hoewel dit in 2019 werd beperkt tot een maximum. Zo kan met relatief weinig eigen geld toch geprofiteerd worden van de winst van het overgenomen bedrijf. De schulden werken zo als een soort hefboom (Engels: leverage). Daarnaast stimuleert de schuld mogelijk het management om de winstgevendheid te verbeteren.
Het nadeel is dat het overgenomen bedrijf opgezadeld wordt met schulden. Als de schuldenberg te groot wordt, kunnen betalingsproblemen ontstaan. De schuldeisers kunnen dan faillissement aanvragen. Ook kunnen ze de zeggenschap overnemen, zoals gebeurde bij HEMA.
Private-equityfirma's gebruiken vaak een leveraged buyout om bedrijven over te nemen, waarna ze het bedrijf grondig reorganiseren en vaak delen van het bedrijf verkopen om de leningen en obligaties af te kunnen betalen en winst te maken. In bepaalde gevallen kan dit de vorm van een zogeheten "corporate raid" gaan aannemen. 